# Accident ferroviaire de la gare de Lyon
L’accident ferroviaire de la gare de Lyon est une catastrophe survenue le 27 juin 1988 à 19 h 10 dans la gare de banlieue souterraine de la gare de Paris-Lyon. Une collision frontale entre un train en provenance de Melun via Corbeil-Essonnes, roulant à environ 70 km/h, et un train bondé à l'arrêt, en partance pour Melun via Combs-la-Ville fait 56 morts et 57 blessés. L'accident entre deux rames de type Z 5300, est le plus grave sur le réseau d'Île-de-France depuis la création de la SNCF en 1938.
L'enquête qui fait suite révèle nombre d'erreurs humaines et défaillances techniques, conduit la SNCF à adopter des mesures de sécurité et à moderniser son réseau.

## Circonstances
En 1988, la gare souterraine des trains de banlieue en gare de Lyon possède encore une configuration provisoire avec quatre voies à quai de 320 m de long en impasse avec butoirs, dans l'attente de l'achèvement de la ligne D du RER, dont l'interconnexion sera mise en service en septembre 1995. Les trains y accèdent par le biais de deux itinéraires en pente présentant des déclivités très prononcées, atteignant 43 ‰.

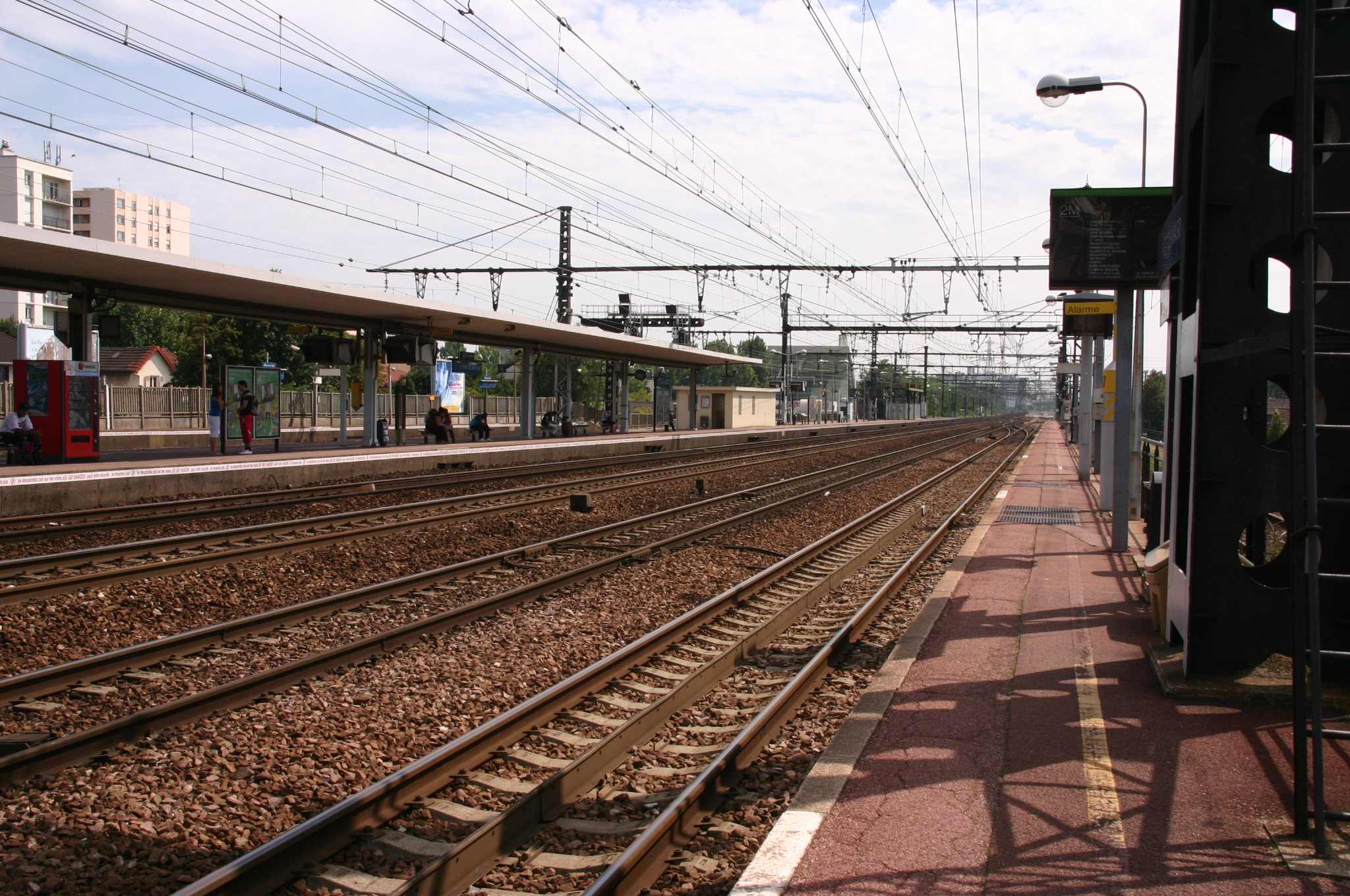
La gare du Vert de Maisons.

Le 27 juin, le train 153944 en provenance de Melun via Corbeil-Essonnes est formé de deux éléments Z 5300. S'apercevant trop tard que le train dans lequel elle était montée était semi-direct entre Villeneuve-Saint-Georges et Paris (passage aux horaires d'été), une passagère tire le signal d'alarme pour pouvoir descendre en gare du Vert de Maisons. Le train s'arrête alors et les freins sont automatiquement bloqués.
Malgré l’annulation et le réarmement du signal d’alarme par le conducteur descendu de la rame (une poignée est à remonter ou à descendre sans repère d'indications O / F) dans l'espace entre deux voitures, ici, une motrice et une remorque, les freins restent serrés. En effet, à la suite d'une erreur de manipulation en partie due à la non-conformité du matériel roulant utilisé, le conducteur a aussi fermé un robinet CG, pour « conduite générale » de frein entre les deux voitures, provoquant l'isolement de la partie de la CG située côté remorques de la partie côté motrice, ce qui empêche de faire remonter la pression et de desserrer les freins côté remorques. Ce robinet se trouve à proximité de la poignée de réarmement du signal d'alarme. Le conducteur pense alors que le serrage des freins est dû à une surpression dans le système (problème parfois rencontré sur ce type de train lors du réarmement du circuit de freins après utilisation du signal d'alarme) et, aidé de son ACT (agent commercial train ou contrôleur), purge les réservoirs principaux (RP) et les réservoirs auxiliaires (RA) des sept voitures remorques. Ceci a pour effet de libérer les freins, mais, ce faisant, le conducteur rend impuissant le freinage sur ces voitures car l'isolement des remorques limite l'action du freinage seulement à la motrice. Lorsqu'il remonte dans sa cabine, les manomètres RP et RA indiquent une pression normale de 8 bars, mais le conducteur ignore qu'elle ne concerne que le circuit de la motrice, puisqu'en fermant le robinet CG, il a isolé la CG du côté des remorques ; l'absence de pression dans le circuit de freinage des remorques n'est donc pas signalée. Le train repart donc alors en direction de Paris.
À la suite du retard provoqué par cet arrêt, le PC Circulation de la gare de Lyon ordonne au conducteur de ne pas s'arrêter à Maisons-Alfort, qui est la dernière gare avant le terminus. Le conducteur ne va donc se rendre compte de l'absence de freins qu'après s'être engagé dans la longue pente descendant vers la gare souterraine de la gare de Lyon, à environ deux kilomètres des butoirs, lors de la première phase de ralentissement.

## Dérive du train et collision
La voiture motrice de tête étant le seul véhicule du convoi à pouvoir freiner, ses roues s'enrayent (c'est-à-dire se bloquent et glissent littéralement sur les rails, sans efficacité) en raison du freinage d'urgence que le conducteur tente d'effectuer. On lui reprochera de ne pas avoir utilisé le frein rhéostatique (ou électrique) qui aurait pu ralentir la rame mais il expliquera au procès, que cela aurait débranché les freins pneumatiques de la première voiture, seul véhicule du convoi à freiner. Cependant, d'après l'expert de l'Institut national de recherche sur les transports et leur sécurité (INRETS) chargé de l'enquête, Jean-Pierre Pascal, le conducteur n'était pas conscient de n'avoir pour freins que la section pneumatique de la voiture motrice et aurait oublié de se servir du freinage rhéostatique. De plus, les conducteurs des rames Z 5300 hésitent à utiliser le frein rhéostatique en raison du risque d'enrayement des roues du bogie moteur lors d'une action combinée avec le frein pneumatique. Le calcul réalisé par cet expert montre pourtant que, si le conducteur avait actionné le système de freinage rhéostatique (à portée de main sur le tableau de bord), le train aurait très probablement été suffisamment ralenti pour éviter une catastrophe majeure.  
Dépassé par le vécu et le stress des événements non prévus par la réglementation, le conducteur appelle le centre de régulation, demandant d'appliquer la procédure d'arrêt d'urgence de tous les trains (mise au rouge de tous les signaux d'arrêts) mais il oublie de s'identifier. Les régulateurs ne peuvent donc pas savoir immédiatement de quel train il s'agit. Il actionne également l'alerte radio, qui envoie un signal d'arrêt strident à tous les trains dans un rayon de dix kilomètres, alors que la réglementation ferroviaire interdit son usage dans un cas de dérive. Ceci a pour effet de saturer d'appels le centre de régulation, les conducteurs des différents trains de la zone appelant pour savoir ce qui se passe. Lorsque le régulateur rappelle les trains susceptibles de correspondre au train à la dérive, il n'arrive donc pas à joindre les conducteurs. De plus le conducteur de la rame en dérive a demandé aux passagers de se réfugier dans la voiture de queue et s'y est réfugié avec eux.
Le poste d'aiguillage de la gare souterraine a perçu l'alerte radio et, conformément à sa réglementation, ferme tous les signaux, mais aussi fige les aiguillages dans leur position actuelle n'autorisant que leur commande manuelle. Ainsi la programmation automatique de l'envoi du train en dérive sur une voie de la gare souterraine non occupée est annulée. Malheureux concours de circonstances, le blocage des aiguilles envoie le train fou (Melun-Corbeil-Essonnes-Paris) sur une voie encore occupée par le train à l'arrêt en partance pour Melun, qui se trouvait en retard à cause du contrôleur tardant à arriver. Ce retard provoque l'affluence dans la rame, en particulier dans la première voiture située face aux escaliers.
La partie finale de la ligne présentant une pente importante à l'arrivée dans la gare souterraine, la vitesse du convoi à la dérive augmente et passe malheureusement de 30 km/h environ pour atteindre 70 km/h. Le train 153951, stationné à quai voie 2, est heurté à cette vitesse et recule de près de trente mètres. Sa première voiture, la remorque pilote ZRx 15339, est complètement broyée par le chevauchement de la motrice Z 5301 de la rame folle, à cause de la hauteur du tunnel, qui ne laisse aucune échappatoire au train fou.
Il n'y a que deux survivants dans celle-ci. Le bilan aurait pu être encore beaucoup plus lourd sans le sacrifice d'André Tanguy, le conducteur du train à l'arrêt. Voyant le train en dérive arriver sur lui, plutôt que de fuir, il fait une annonce en ordonnant aux passagers de la rame à l'arrêt, de quitter d'urgence les voitures, sans discontinuer jusqu'à l'impact, sauvant ainsi probablement des dizaines de vies au détriment de la sienne.

## Responsabilités

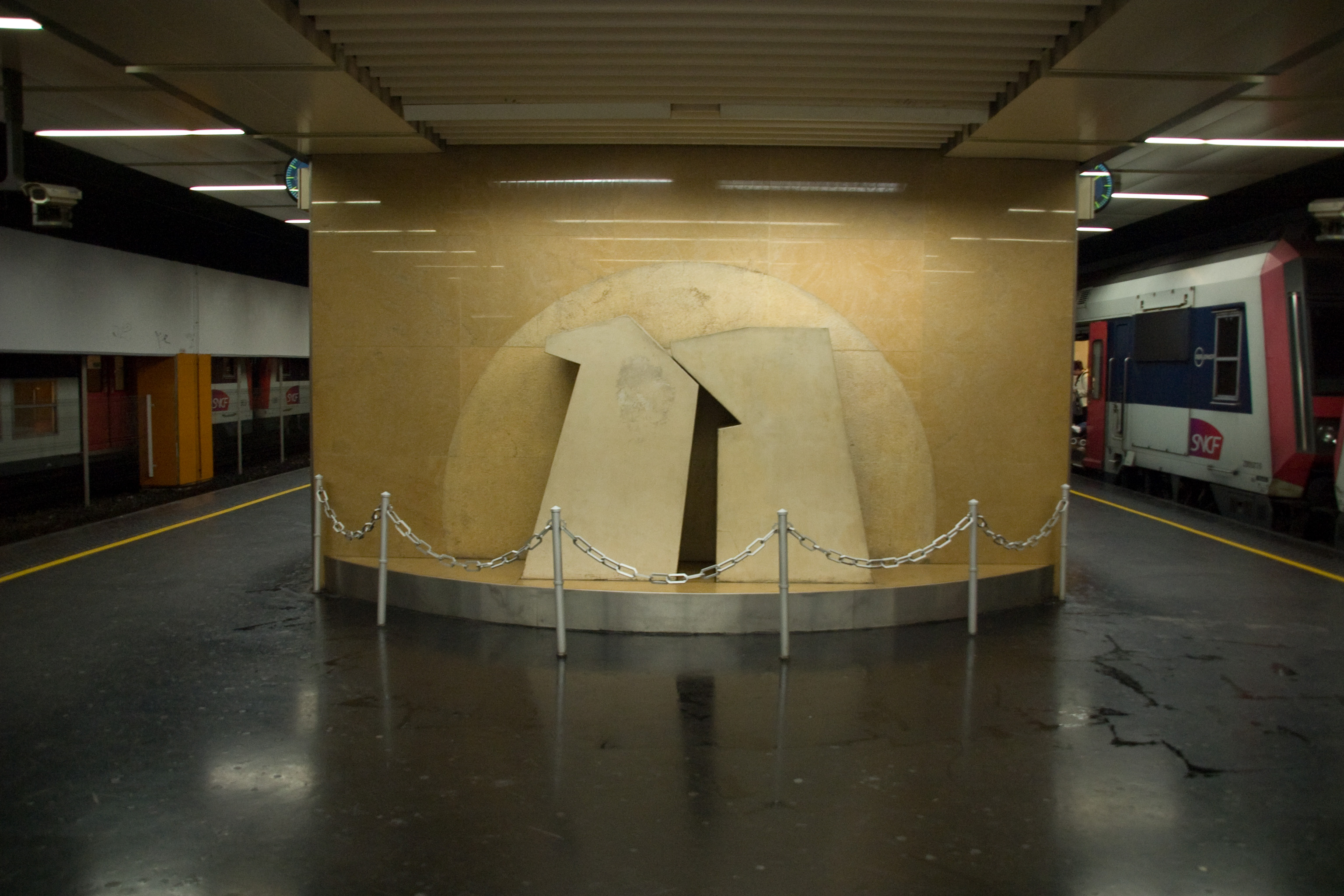
Une cérémonie au monument érigé sur le quai de la ligne D commémore chaque année l'accident.

L'enquête menée évoque de nombreuses responsabilités dans cet accident.
Une passagère
Une passagère du train 153944 a utilisé le système d'arrêt d'urgence du train, alors qu'il n'existait aucune raison valable le justifiant, afin de faire arrêter le train en gare du Vert de Maisons bien que cet arrêt ne fût pas prévu. Cette action semble être la cause de la succession de mauvais choix qui ont mené au drame.
Le conducteur
En plus de son erreur lors de l'incident en gare du Vert de Maisons, le conducteur en a commis une autre en oubliant de s'identifier auprès du régulateur ; s'il l'avait fait, cela aurait peut-être permis aux aiguilleurs de diriger le convoi fou vers une voie non occupée. Il aurait dû également ne pas purger les freins serrés sur les sept voitures de son train, à la suite de la remise en service de l'alarme, mais faire une demande de secours (DDS) comme l'indique le règlement. Un possible manquement dans ses tentatives pour freiner le train a été rejeté par la cour d'appel.
Les aiguilleurs
Face à la situation d'urgence (il s'est écoulé moins de deux minutes entre l'alerte radio et la catastrophe), ils ont automatiquement appliqué le règlement, sans penser à rediriger le train vers une des voies libres à ce moment-là. De plus, il leur a été reproché de ne pas avoir fait procéder à l'évacuation des rames à quai, alors que la personne chargée des annonces de la gare était à côté d'eux dans le poste.
Le contrôleur de la rame percutée
Son retard pour le départ a entraîné une surcharge inhabituelle de la rame à quai.

## Procès
Lors du procès devant le tribunal correctionnel de Paris, qui eut lieu fin 1992, beaucoup de responsabilités furent retenues : ainsi le conducteur fut condamné à quatre ans de prison dont six mois ferme, l'ACT du train percuté à six mois avec sursis, les aiguilleurs et la voyageuse qui avait tiré le signal d'alarme à des peines de principe. Le lendemain du jugement, rendu le 14 décembre 1992, la majorité des conducteurs et des ACT SNCF se mirent en grève pendant 24 heures provoquant l'indignation des familles de victimes et de la plupart des usagers. 
Le procès en appel eut lieu courant 1993. Les peines ainsi que les responsabilités des accusés furent considérablement réduites : six mois avec sursis pour le conducteur, peine de principe pour la voyageuse et relaxe pour les autres agents.
En effet, il fut constaté lors du procès en appel, que les robinets de frein utilisés sur ce matériel par la SNCF, n'étaient pas aux normes de l'époque. Si ceux-ci avaient été conformes, le conducteur aurait peut-être vu que le robinet était fermé malgré le stress provoqué par les passagers agacés par le retard du train.

## Conséquences
Cet accident eut pour conséquence un réexamen de la réglementation de la SNCF afin de l'adapter à ce genre de situations. De plus, le comportement du conducteur étant un facteur aggravant, les tests psychologiques de ceux-ci ont été renforcés afin qu'ils gardent leur sang-froid en cas de difficultés.
À la suite de cette catastrophe, la SNCF a fait installer sur les quatre voies en impasse de la gare souterraine de nouveaux heurtoirs glissants à absorption d'énergie, adaptation au domaine ferroviaire des ralentisseurs en service sur le pont des porte-avions. Ces heurtoirs permettent d'atténuer, voire de supprimer, les conséquences d'un freinage trop tardif ou inefficace. Le système a été validé après des essais réalisés avec quatre locomotives 2D2 9100 lancées à 30 km/h. Ces nouveaux heurtoirs sont progressivement installés dans les terminus en impasse du réseau ferroviaire français.
Le procès et le verdict aboutissent à la création en 1994 d'une association de victimes de catastrophes, devenue la Fédération nationale des victimes d'attentats et d'accidents collectifs (FENVAC) par Jacques Bresson, qui avait perdu son fils aîné dans l’accident de la gare de Lyon,.

## Documentaires
Télévision :
- Catastrophe à la Gare de Lyon, 11e épisode de la 2e saison de La Minute de vérité sur National Geographic Channel en novembre 2005, puis sur Direct 8 à partir d'octobre 2010 ainsi que sur RMC Découverte en 2013 et de nouveau sur National Geographic Channel en décembre 2015.
- Hors de Contrôle : Collision à la Gare de Lyon, sur RMC Découverte en juin 2017[13].

Radio : 
- Le train fou de la Gare de Lyon, Affaires sensibles par Fabrice Drouelle, France Inter[14].
- La catastrophe était sur les rails, Superfail par Guillaume Erner, France Culture[15].